# 邱会作
邱会作（きゅう かいさく 1914年4月16日 - 2002年7月18日）は、江西省の人物、人民解放軍中将。
1929年に紅軍に参加し、1932年に中国共産党へ入党。主に兵站業務など、後方任務で軍歴を積む。林彪が国防部長になった1959年から1971年まで中国人民解放軍総後勤部長を務めたものの、1971年9月の林彪事件後に停職となり拘禁。1973年8月の第10回党大会で中国共産党から除名された。
1980年には江青らと共に最高人民法院で反革命の罪状で公開裁判が行われた。この裁判で16年の懲役判決が下された。
1981年9月、他の林彪グループの将軍と同様に、病気治療を理由に仮釈放され、西安に居住した。死後、回想録が香港から出版された。